# 기아 페가스
기아 페가스(Kia Pegas)는 위에다 기아 합작법인이 제조한 보급형 소형 세단으로, 중국·아프리카·중동 일부 지역에서는 '페가스'로, 라틴 아메리카와 동남아시아 일부 지역에서는 솔루토(Soluto)라는 명칭으로 시판되고 있다.

## 개요
기아 페가스는 2017년 상하이 오토쇼에서 공개되었다. 기아 K2에 사용된 PB 플랫폼을 기반의 모델이다. 94마력과 95lb-ft 토크를 앞바퀴에 전달하는 1.4리터 카파 MPI I4 엔진이 장착되어 있다.
2017년 8월 중국을 시작으로 2018년 말 이집트에서, 2019년 1월 필리핀에서 판매되기 시작하였고 베트남·브루나이·남아프리카 공화국에서는 각각 2019년 9월, 2020년 9월, 2021년 6월부터 판매되고 있다. 중국과 이집트, 남아공에서는 페가스로, 베트남과 필리핀, 브루나이에서는 솔루토라는 명칭으로 시판된다.

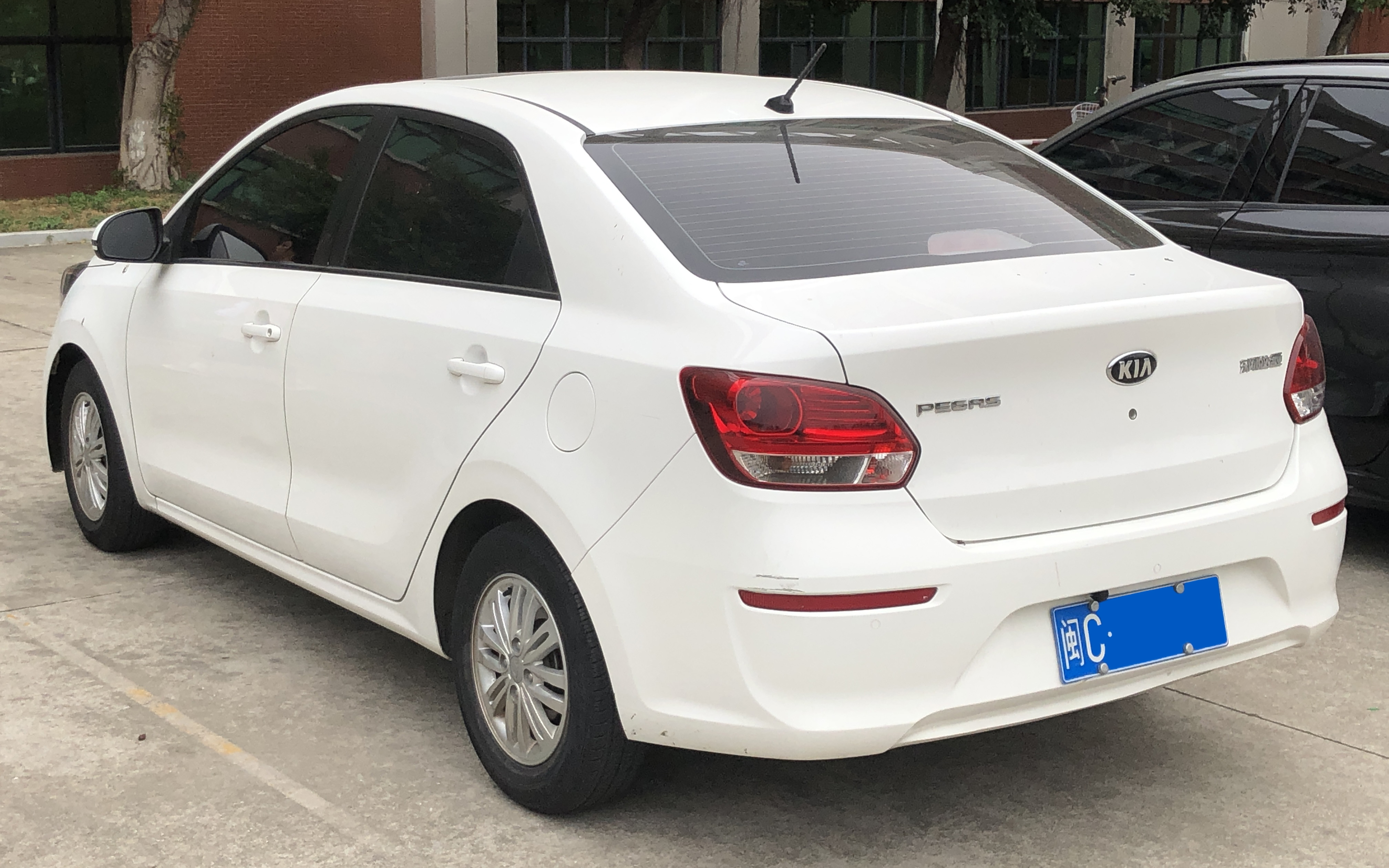
후면
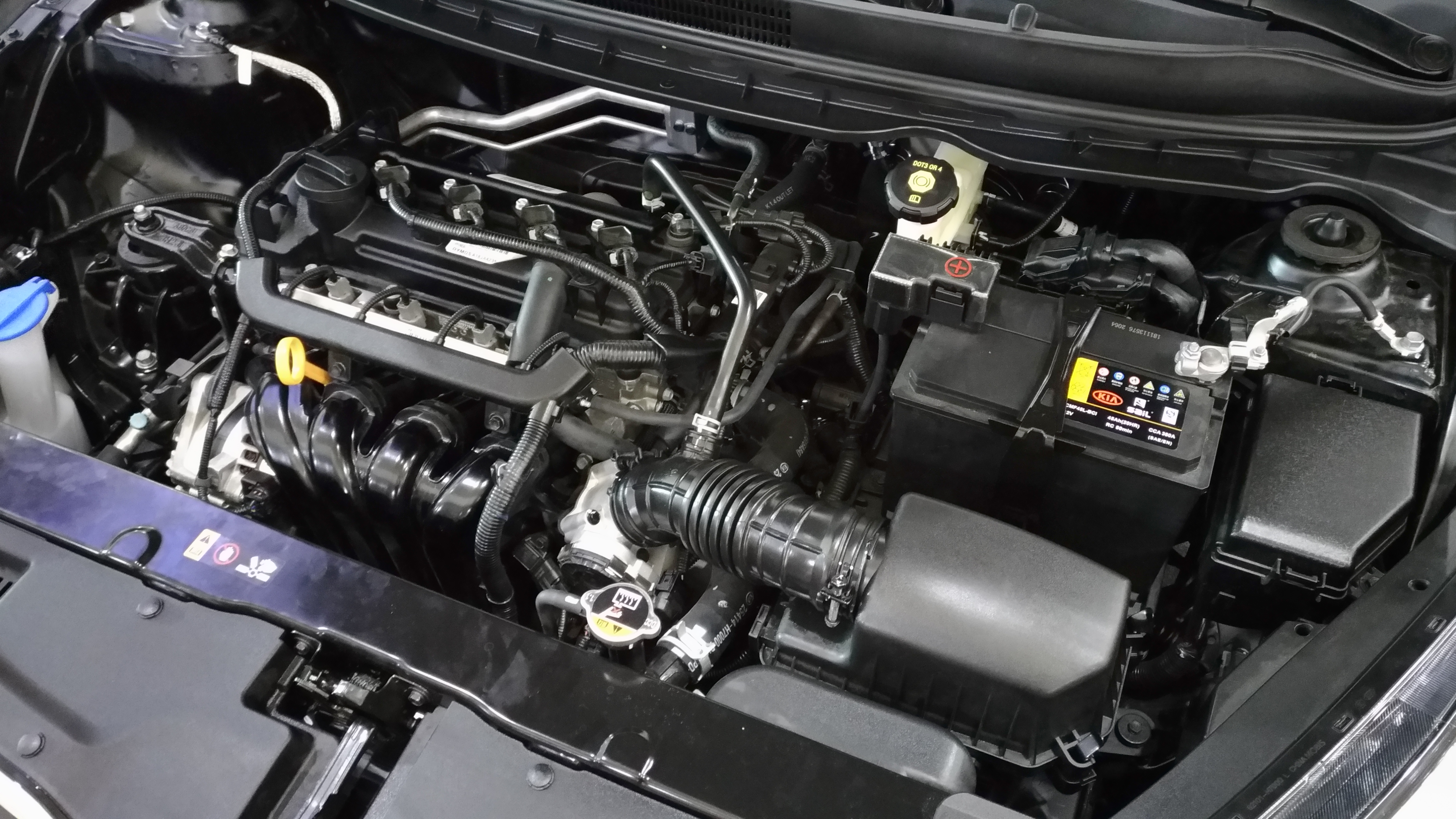
1.4L 카파II 엔진
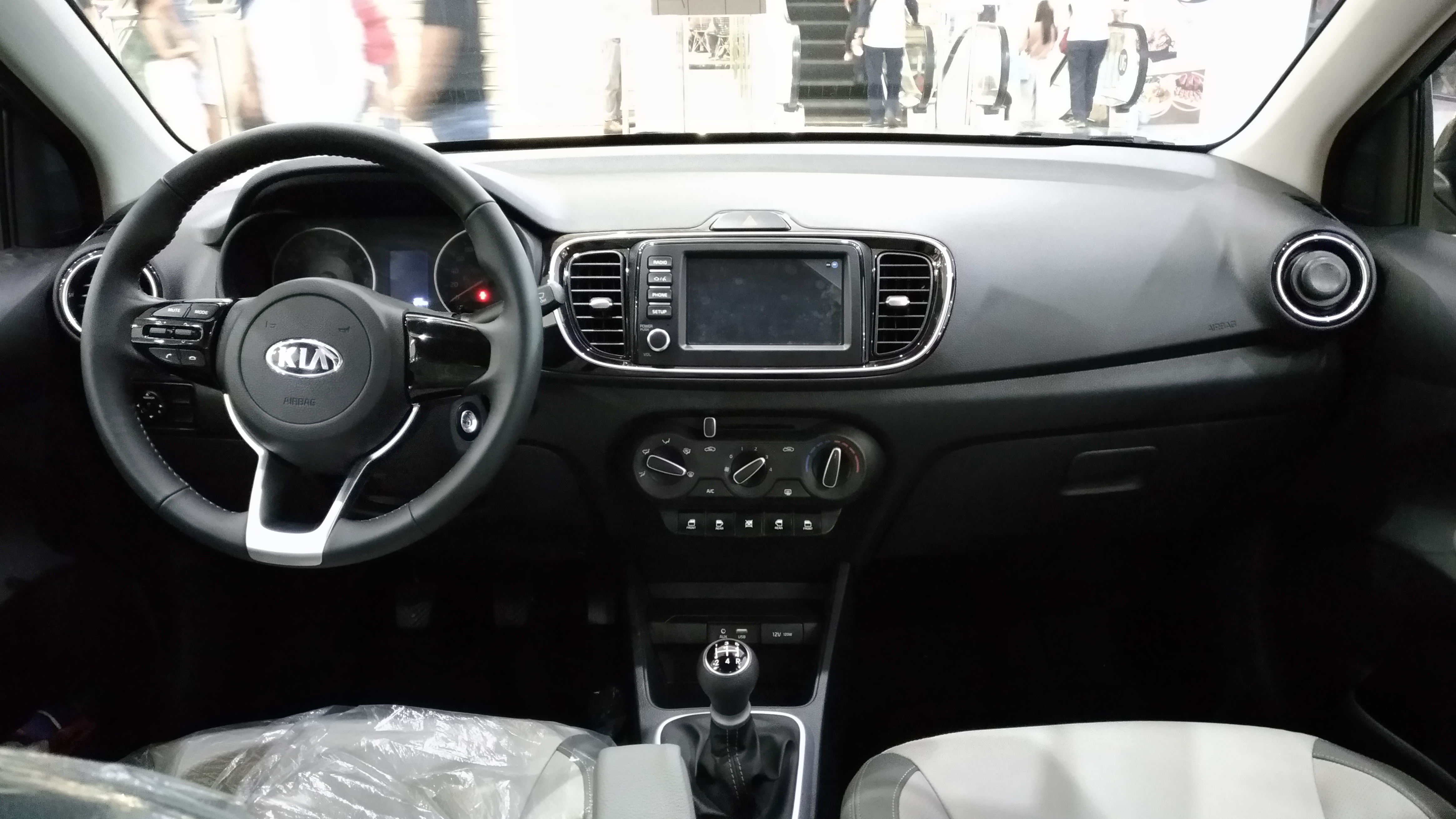
내장(필리핀 사양)